# Mosaico de Hinton St Mary
El mosaico de Hinton St Mary es un mosaico romano grande, casi íntegro, descubierto en Hinton St Mary en el condado inglés de Dorset. Parece que representa un retrato busto de Jesucristo como su motivo. El mosaico fue elegido como el objeto 44 en el programa de BBC Radio 4 Una historia del mundo en cien objetos, presentado por el director del Museo Británico Neil MacGregor.
El mosaico cubría dos habitaciones, unidos por un pequeño umbral decorado. El colorido es, principalmente, rojo, amarillo y crema. A partir de criterios estilísticos, se ha datado del siglo IV y se atribuye al taller de la escuela durnovariana de arte musivario. Actualmente está almacenado en el Museo Británico, aunque el medallón central está expuesto allí.

## Panel cristiano

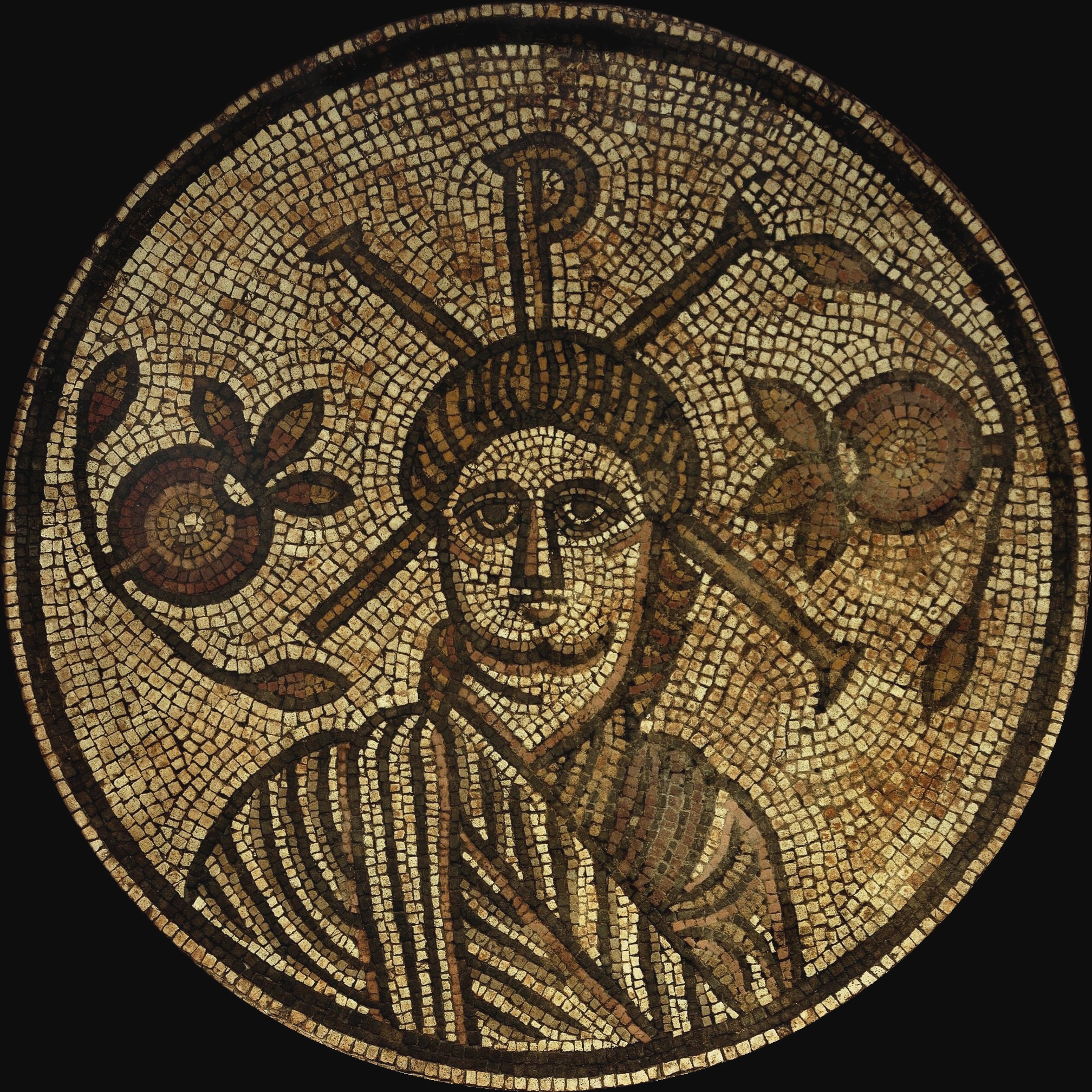
Detalle del mosaico circular central

El panel en la habitación más grande es de 5,18 m por 4,57 m. Un círculo central rodea un retrato en busto de un hombre con pallium blanco en pie ante un símbolo Chi Rho cristiano flanqueado por dos granadas. Se le identifica normalmente como Cristo, aunque se ha sugerido también que podría ser el emperador Constantino. Hay bastante evidencia que lleva a ientificarlo como Cristo, no siendo la menor la ausencia de cualquier insignia o elemento identificador que apunte a algún emperador en concreto. A cada lado de esto hay cuatro lunetos, cada uno presentando un bosque convencional y viñetas de caza, en su mayoría de un perro y un ciervo. En las esquinas hay cuatro cuartos de círculo conteniendo bustos de retrato, bien representando los vientos o las estaciones.

## Panel pagano
El panel en la habitación menor tiene 5,02 m por 2,44 m. Está formado por un círculo central que contiene una imagen de personajes de la mitología romana, Belerofonte matando a la Quimera. Se ha interpretado en un contexto más cristiano como que representa al bien derrotando al mal. Flanqueándolo hay dos paneles rectangulares de nuevo presentando a perros cazando a un ciervo.

## Contexto
El mosaico fue descubierto en 1963 por el herrero local, (Walter) John White. Aunque fue excavado por el museo de Dorchester y sacado para ser conservado, nada del resto del edificio ha sido examinado. Se asume generalmente que era una villa romana. La disposición de la habitación del mosaico ciertamente recuerda a un triclinium, o comedor, romano. Sin embargo, pudo fácilmente haber sido una iglesia u otro complejo cristiano. No hay hallazgos que se remonten a antes de h. 270.